# Chocolats Klaus
Pour les articles homonymes, voir Klaus.
 (décembre 2020).
Si vous disposez d'ouvrages ou d'articles de référence ou si vous connaissez des sites web de qualité traitant du thème abordé ici, merci de compléter l'article en donnant les références utiles à sa vérifiabilité et en les liant à la section « Notes et références ».
La société Chocolats Klaus a été fondée par Jacques Klaus en 1856. Ce dernier est considéré comme un précurseur en faisant passer la chocolaterie de l'artisanat au stade industriel.

## Histoire
Jacques Klaus est né le 25 juillet 1825 à Robank (canton de Zurich). Après son tour de compagnonnage en Suisse et en France, il s’établit au Locle en 1856 en qualité de confiseur.
Bientôt ses biscuits, ses pains d’épices, et autres spécialités (pâtes pectorales, pastilles à la gomme et à la réglisse, caramels, dragées, bonbons à la liqueur) ont un grand succès. En 1884, il construit une petite fabrique rue Bournot, puis plus tard une usine dans la rue qui porte aujourd'hui son nom.
En 1899, pour renforcer ses fonds propres, la société sort du circuit familial et devient une société anonyme. Jacques Klaus en reste toutefois le grand animateur, jusqu'à sa mort le 20 février 1909.

### Klaus confiseur
Jacques Klaus est considéré comme le grand pionnier de la mécanisation et de l'industrialisation de la confiserie suisse ; pendant de longues années, la Maison Klaus a été la seule à utiliser la force vapeur. Les produits bénéficient d'un grand succès commercial, et de plusieurs distinctions, notamment aux expositions internationales de Besançon en 1860, Londres en 1862, Paris en 1866 et 1878, Vienne en 1873, et par l’attribution de la grande médaille de l’Académie nationale de France.

### Klaus chocolatier
Parallèlement à l’établissement et au développement de son département Confiserie, Jacques Klaus se fait chocolatier. S’il n’innove pas autant qu’en confiserie, il se lance avec la technique la plus perfectionnée et offre d’emblée une production aussi variée que de haute qualité.
Le succès se confirmant, plusieurs usines doivent être construites : Morteau en 1896, puis Le Locle en 1907.
Pendant la première partie du XXe siècle, l'entreprise continue à se développer grâce à une force de vente présente dans tous les réseaux de boulangeries, confiseries et chocolateries. L'arrivée, dans les années 1960, du concept de la grande distribution sonne le glas des magasins de proximité. L'entreprise connaît alors une baisse de son activité qui aboutit à la fermeture de l'usine du Locle en 1992.
- 1999 : L'entreprise est reprise par Philippe Leroux ; de nouvelles recettes sont introduites, et la croissance revient.
- 2002 : la société Klaus se lance dans la fourniture de marques pour la grande distribution, avant de renoncer quelques années plus tard.
- 2005 : l’entreprise s'associe à la SCOP Ethiquable et entre sur le marché du commerce équitable.
- 2006 : Chocolats Klaus lance un réseau de magasins d’usine. Fin 2010, Chocolats Klaus dispose de 12 points de vente.
- juin 2009 : Philippe Leroux lance la première gamme de tablettes de chocolats du marché fabriquée avec un cacao pur criollo. Le criollo est une fève de cacao rare et réputée pour son goût inimitable (seulement 2 % de la production de fèves dans le monde).
- 25 juillet 2011 : La société connaît des difficultés financières, elle est placée en redressement judiciaire[2].
- 2 février 2012 : Le tribunal de commerce de Besançon accorde au charcutier Decreuse la reprise de Klaus. Decreuse rachète certains actifs sous une nouvelle structure, l'ancienne faisant l'objet d'une liquidation judiciaire en date du 19 mars 2012.

## Sources
Les archives de l'entreprise sont conservées aux Archives de l'État de Neuchâtel, elles couvrent la période allant de 1896-1991, elles contiennent les statuts, la liste des actionnaires, les rapports, la correspondance, les procès-verbaux, les bilans, les recettes de fabrication, les contrats et les ventes, les salaires et les contrats de travail.